# St. Johannes der Täufer (Mittelstreu)

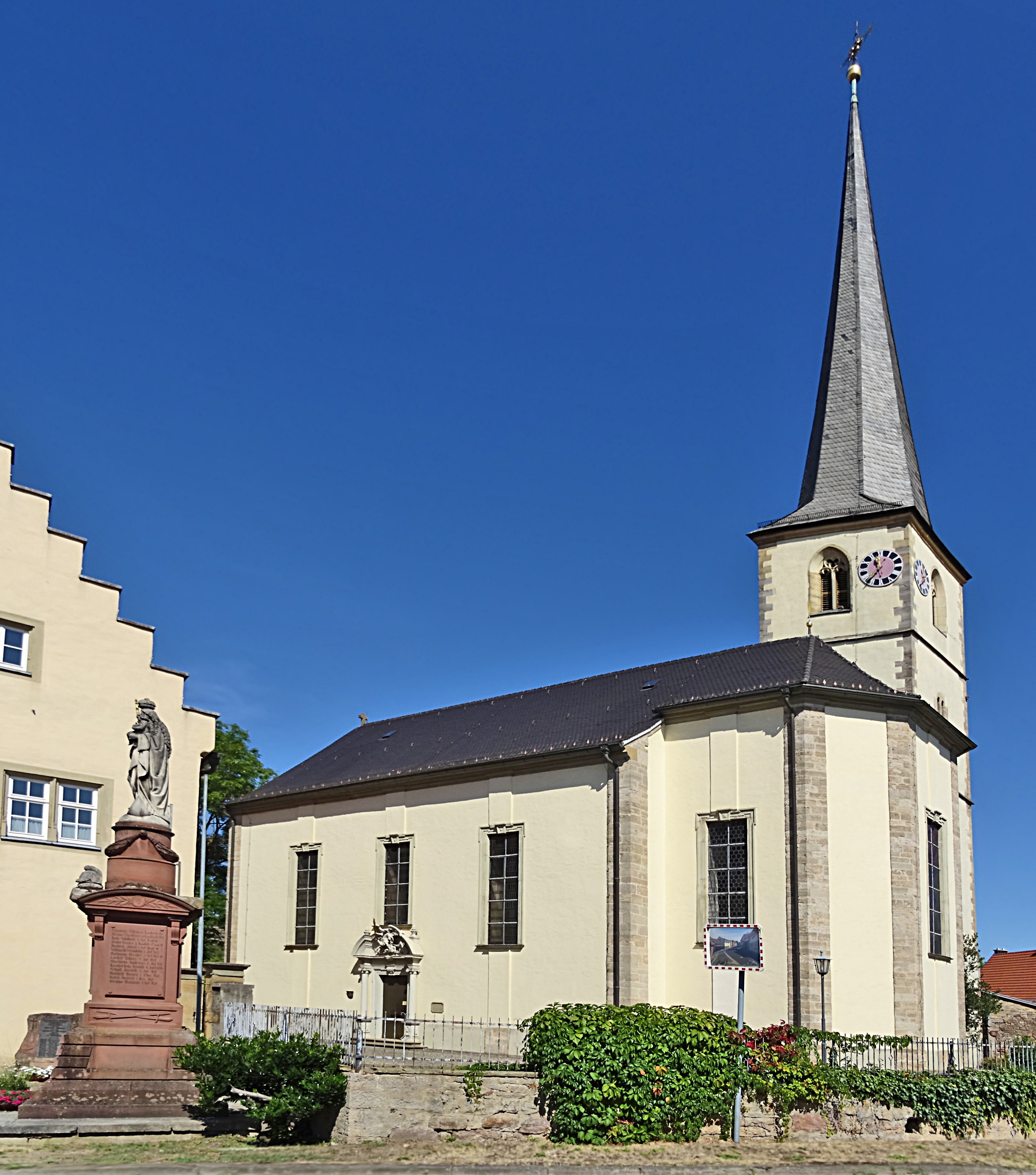
St. Johannes der Täufer (Mittelstreu)

St. Johannes der Täufer ist die römisch-katholische Pfarrkirche in Mittelstreu, einem Gemeindeteil von Oberstreu im unterfränkischen Landkreis Rhön-Grabfeld. Der untere Turmteil des denkmalgeschützten Bauwerks stammt aus der zweiten Hälfte des 13. Jahrhunderts. Die Pfarrei gehört zur Pfarreiengemeinschaft Franziska Streitel (Mellrichstadt) im Dekanat Bad Neustadt des Bistums Würzburg.

## Beschreibung

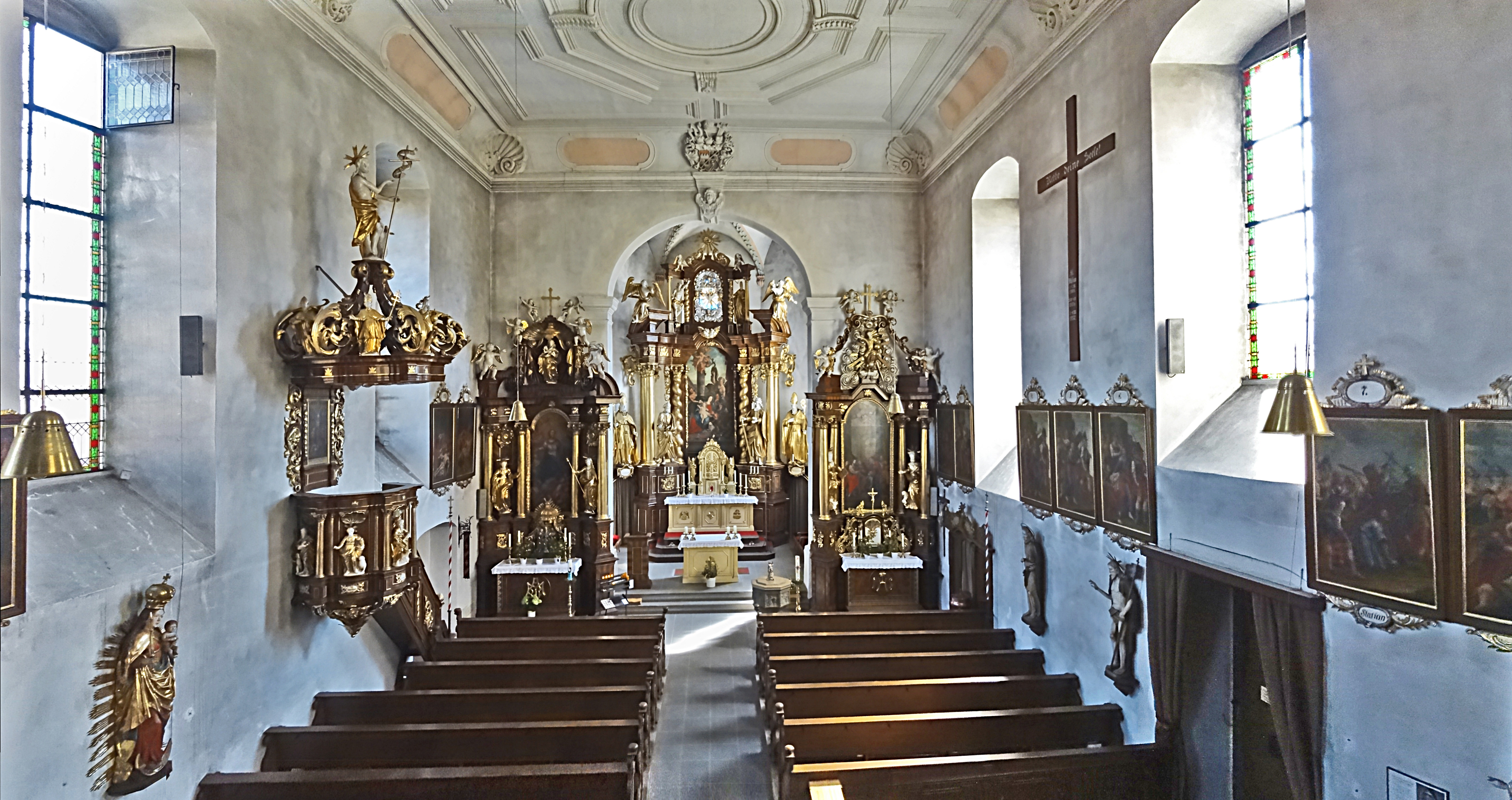
Innenansicht

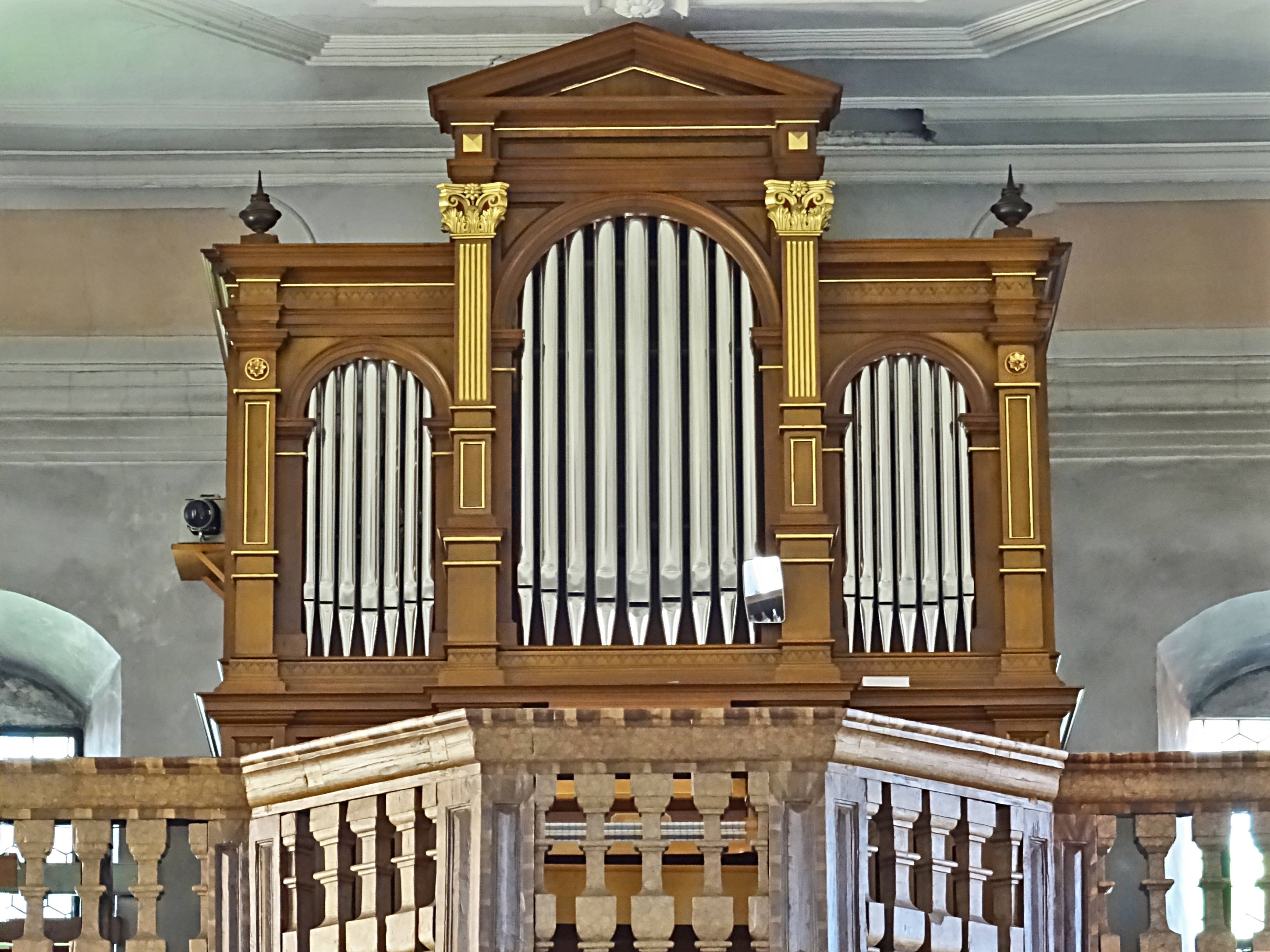
Hoffmann-Orgel

Die unteren Geschosse des an der Nordwand des Chors stehenden Chorflankenturms, die zum Chorturm des Vorgängerbaus gehörten, stammen aus der 2. Hälfte des 13. Jahrhunderts. Sein oberstes Geschoss, das die Turmuhr und den Glockenstuhl beherbergt, und den achtseitigen, schiefergedeckten Knickhelm, erhielt er 1607. Das 1590–1612 gebaute Langhaus der Saalkirche, das mit einem Satteldach bedeckt ist, wurde 1714/15 erweitert und barockisiert. 
Die 1758 von Johann Georg Goebel erbaute Orgel wurde 1991 durch eine von Horst Hoffmann gebaute Orgel mit 15 Registern, zwei Manualen und einem Pedal ersetzt.